# Jodžiro Takahagi
Jodžiro Takahagi (japonsko 髙萩 洋次郎), japonski nogometaš, * 12. avgust 1986.
Za japonsko reprezentanco je odigral tri uradne tekme.